# RhB Ge 6/6 I (401-415)
De Ge 6/6 I was een elektrische locomotief van de Rhätische Bahn (RhB).

## Geschiedenis
Deze locomotieven werden in de jaren 1920 door Schweizerische Lokomotiv- und Maschinenfabrik (SLM), Brown, Boveri & Cie (BBC) en Maschinenfabrik Oerlikon (MFO) ontwikkeld en gebouwd voor de Rhätische Bahn (RhB) als Ge 6/6 I.

## Constructie en techniek
De locomotief is opgebouwd uit een stalen frame. In de draaistellen is een elektrische motor gemonteerd die met stangen de drie assen aandrijft.

### Nummers
De locomotieven werden als volgt afgeleverd:
- 1921: Ge 6/6 401 - 406
- 1922: Ge 6/6 407 - 410
- 1925: Ge 6/6 411 - 412
- 1929: Ge 6/6 413 - 415

De volgende locomotieven zijn nog aanwezig:
- Ge 6/6 I 402: sinds 2005 als monument in bij Verkehrshaus te Luzern
- Ge 6/6 I 406: sinds 2005 als monument in bij Bahnmuseum Kerzers
- Ge 6/6 I 407: als monument bij het station Bergün
- Ge 6/6 I 411: sinds 2001 als monument in bij Deutsches Museum in München
- Ge 6/6 I 414: rijvaardig, bij Rhätische Bahn (RhB) in gebruik voor toeristische ritten
- Ge 6/6 I 415: rijvaardig, bij Rhätische Bahn (RhB) in gebruik voor toeristische ritten

## Treindiensten
De locomotieven werden door de Rhätische Bahn (RhB) ingezet op de trajecten:
- Chur – Sankt Moritz / Pontresina
- Chur – Disentis/Mustér
- Chur – Davos
- Davos – Filisur
- Bever – Scuol-Tarasp

## Foto's

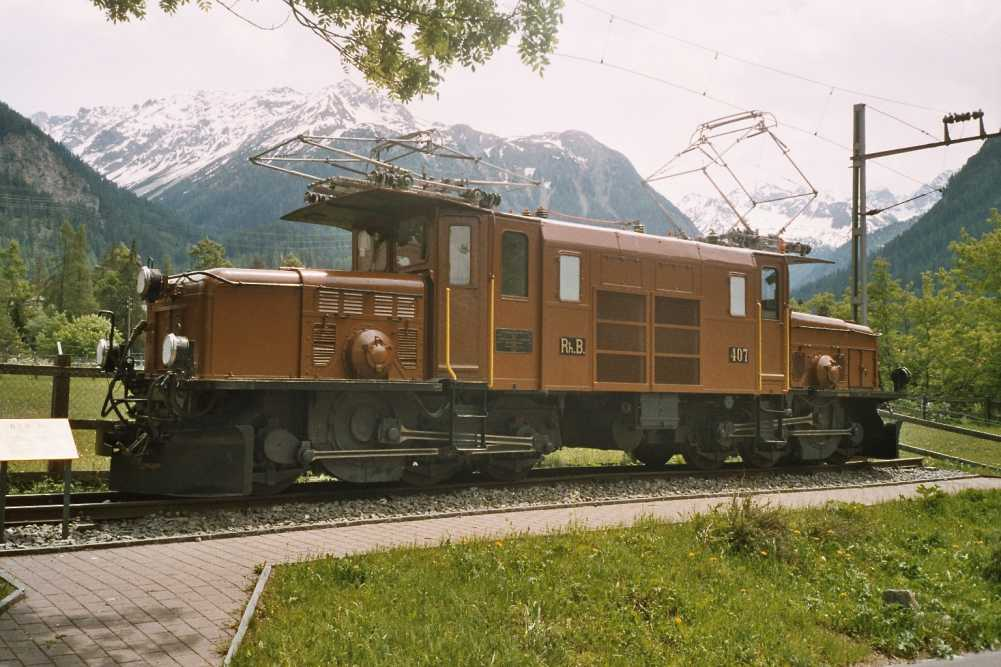
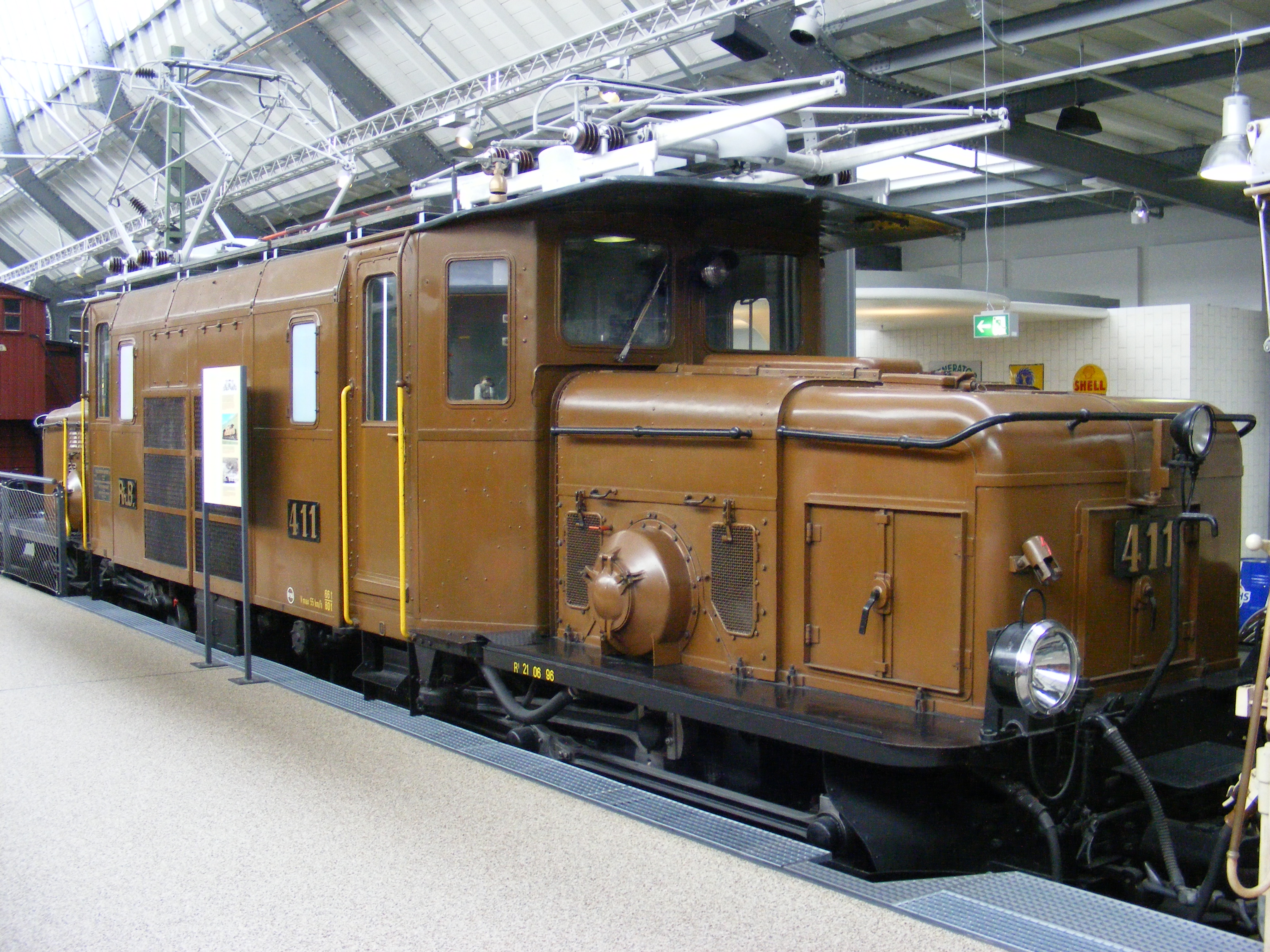